# Nikolai Wladimirowitsch Plotnikow
Nikolai Wladimirowitsch Plotnikow (russisch Николай Владимирович Плотников, wiss. Transliteration Nikolaj Vladimirovič Plotnikov; * 22. Juni 1960 in Molokanowo, Republik Baschkortostan) ist ein sowjetischer bzw. russischer KGB- bzw. FSB-Offizier, der seit 2022 Leiter der Akademie des Föderalen Sicherheitsdienstes der Russischen Föderation ist.

## Leben
Plotnikow absolvierte die Staatliche Luftfahrttechnische Universität Ufa. Von 1982 bis 1987 diente er im Rahmen der Territorialverteidigung der Luftstreitkräfte der Sowjetunion in verschiedenen Positionen in unterschiedlichen Militärbezirken der Sowjetunion. 1987 trat er in den KGB ein und absolvierte 1988 ein Studium der Höheren Schule des KGB der UdSSR, benannt nach Feliks Dzierżyński. Ab 2018 war er Erster Stellvertretender Leiter der FSB-Akademie und wurde am 30. Dezember 2021 vom russischen Präsidenten Wladimir Putin zum Leiter der FSB-Akademie ernannt. Er steht im Rang eines russischen Generalleutnant (entspricht dem deutschen Generalmajor).

## Akademische Grade und Auszeichnungen
- доктор экономических наук (dt. Doktor der Wirtschaftswissenschaften)
- Orden für Militärische Verdienste
- Orden der Freundschaft